# Enrique Baldivieso
Enrique Baldivieso Aparicio (nascido em 1902 em Tupiza, falecido em 1957) foi o 24.º vice-presidente da Bolívia de 1938 a 1939, durante a presidência de Germán Busch. Ele foi eleito para o cargo por um mandato de quatro anos pela Convenção Nacional de 1938, que na época servia como legislatura unicameral da Bolívia.